# Detectiv Conan
Detectiv Conan (名探偵コナン Meitantei Conan) este o serie de manga japoneză cu detectivi, scrisă și ilustrată de Gosho Aoyama.

## Descriere
Seria este serializată în revista Weekly Shōnen Sunday, publicată de către editura Shogakukan încă din 19 ianuarie 1994 d.C. și a fost adunată în 84 de volume tankōbon. Datorită unor considerații legale cu denumirea Detective Conan, varianta în limba engleză a fost redenumită în Case Closed.
Varianta anime a seriei Meitantei Conan este realizată de studiourile nipone „Yomiuri Telecasting Corporation" și „TMS Entertainment". Seria de anime a dus la producerea unor filme animate, animații video originale, jocuri video, discuri audio și episoade live action. În anul 2009, a fost lansat un episod special, denumit Lupin the 3rd vs. Detective Conan, care conține personaje din lumea Lupin al III-lea. Un alt personaj important, deseori aliat al lui Shinichi Kudo, care e prezentat în manga și anime-uri, și separat și alături de erou, e Kaitō Kid.
Volumele tankōbon au vândut peste 140 de milioane de duplicate în Japonia. În 2001, seria de manga a primit Premiul „Shogakukan Manga" în categoria shōnen. Seria de anime a fost bine primită, fiind clasată în top douăzeci, în sondajele Animage între 1996 și 2001. În clasamentul televiziunii japoneze de anime, episoadele seriei Detectiv Conan au fost clasate în top șase săptămânal. Atât seria de manga, cât și cea de anime, au avut reacții pozitive din partea criticilor pentru intriga și cazurile prezentate. Au fost turnate 25 de filme și 24 de OVA-uri. 
Case Closed a devenit a XXIV-a cea mai lungă serie de manga, având peste 1.000 de capitole publicate în Japonia, și prima serie cu peste 1.000 de capitole emise de revista niponă Weekly Shōnen Sunday.  De asemenea, peste 1.000 de episoade au fost redate pe ecran, acolo, de când s-a difuzat primul episod de anime, în ianuarie 1996, devenind a XV-a cea mai lungă serie de anime de până acum. 
În 2007, Aoyama a spus că are finalul planificat, însă nu dorește să termine încă seria. Recent, a declarat că seria se va prelungi încă 5-10 ani. Motivul principal al întârzierii punerii capăt e complexitatea poveștii (intrigi complicate și dezvoltarea personajelor). Așa că, el vrea ca deznodământul să fie reușit, satisfăcător pentru publicul interesat. 

## Subiect
Povestea este centrată asupra protagonistului Shinichi Kudo (varianta englezească: Jimmy Kudo), un detectiv licean din Tokio, care lucrează câteodată împreună cu poliția niponă, pentru a rezolva cazuri.
În timpul unei investigații, este atacat de către Gin și Vodka, membrii unui grup infracțional secret deosebit de primejdios și de puternic, cunoscut ca „Organizația Neagră", antagonistul principal al seriei. Aceștia îl forțează să înghită o otravă experimentală, denumită „APTX 4869", pentru a nu lăsa dovezi incriminatoare. Un efect secundar rar (și neintenționat) al otrăvii îl transformă într-un copil, în loc să îl omoare. Adoptând pseudonimul „Conan Edogawa", Shinichi își ascunde identitatea pentru a investiga Organizația Neagră și s-o doboare, ferindu-i, în același timp, pe cei dragi lui de pericolul asasinatului. Foarte puțini din cunoscuții lui, dar și aliați au ghicit cine e, continuând să-l ajute, într-un fel sau altul.  